# Richard Kapuš
Richard Kapuš (* 9. únor 1973, Bratislava) je hokejový trenér a bývalý slovenský hokejový útočník, hrající na pozici centra.

## Kariéra
Je odchovancem bratislavského Slovanu a je jednou z nejvýznamnějších postav klubu po vzniku samostatné slovenské soutěže. Získal šest ze sedmi extraligových titulů Slovanu.
Před sezonou 2005/06 uzavřel smlouvu s klubem Metallurg Novokuzněck v ruské hokejové superlize, kde hrál dva roky. V sezóně 2006/07 byl čtvrtým nejproduktivnějším hráčem mužstva, vedení mu však po jejím skončení nenabídlo nový kontrakt. Kapsle vyjádřil přání zůstat v Rusku, 29. června 2007 však podepsal tříletý kontrakt se svým mateřským klubem HC Slovan Bratislava. Hrával na své tradiční pozici centra v útoku (např. s Kropáčem a Pištěkem). V dramatické finálové sérii Slovan porazil HC Košice 4:3 na zápasy a Kapuš získal šestý titul (všechny se Slovanem), čímž utvořil rekord slovenské extraligy. Před ročníkem 2008/09 ho opět angažoval Metallurg Novokuzněck, hrající už KHL, Kapuš zaznamenal 10 gólů a 20 nahrávek.

## Reprezentace
- Statistiky reprezentace na Mistrovstvích světa a Olympijských hrách:[4]

| Turnaj        | Místo konání                      | Z  | G  | A  | B  | Umístění         | Soupisky          |
| ------------- | --------------------------------- | -- | -- | -- | -- | ---------------- | ----------------- |
| MS 1998       | Švýcarsko (Curych, Basilej)       | 0  | 0  | 0  | 0  | 7. místo         | Soupiska MS 1998  |
| MS 1999       | Norsko (Hamar, Lillehammer, Oslo) | 6  | 1  | 2  | 3  | 7. místo         | Soupiska MS 1999  |
| MS 2000       | Rusko(Petrohrad)                  | 9  | 1  | 5  | 6  | Stříbrná medaile | Soupiska MS 2000  |
| ZOH 2002      | USA (Salt Lake City)              | 4  | 0  | 1  | 1  | 13. místo        | Soupiska ZOH 2002 |
| MS 2003       | Finsko (Helsinky)                 | 9  | 3  | 1  | 4  | Bronzová medaile | Soupiska MS 2003  |
| MS 2004       | Česko (Praha, Ostrava)            | 9  | 0  | 1  | 1  | 4. místo         | Soupiska MS 2004  |
| ZOH 2006      | Itálie (Turín)                    | 6  | 0  | 2  | 2  | 5. místo         | Soupiska ZOH 2006 |
| MS 2006       | Lotyšsko (Riga)                   | 7  | 3  | 2  | 5  | 8. místo         | Soupiska MS 2006  |
| MS 2007       | Rusko (Moskva, Petrohrad)         | 7  | 3  | 5  | 8  | 6. místo         | Soupiska MS 2007  |
| Celkem na MS  |                                   | 47 | 11 | 16 | 27 |                  |                   |
| Celkem na ZOH |                                   | 10 | 0  | 3  | 3  |                  |                   |

### ZOH 2006
Slovensko skončilo na zimní olympiádě 2006 na pátém místě. Po kvalitních výkonech v základní skupině, kterou vyhrálo bez ztráty bodu, bylo vyřazeno ve čtvrtfinále Českem. Richard Kapuš byl centrem ve druhém útoku na křídlech s Petrem Bondra a Miroslav Šatan. Získal 2 body za přihrávky na gól Petru Bondra.

### MS 2006
Trenér František Hossa ho nominoval na Mistrovství světa v lotyšské Rize. Po zranění Mariána Hossy v zápase s Kazachstánem se stal kapitánem. Vstřelil 3 góly a měl dvě asistence.

### MS 2007
Trenér Július Šupler ho nominoval na Mistrovství světa 2007 v Rusku. Nastupoval na pozici centra v útoku s Miroslav Šatan a Markem Uram. Skóroval v zápase s Německem (5:1), v osmifinálové skupině s Českem (3:2) iv neúspěšném čtvrtfinále proti Švédsku. Kromě toho zaznamenal pět přihrávek – byl druhým nejproduktivnějším hráčem svého týmu po Marián Gáborík.